# Société d'exercice libéral unipersonnelle à responsabilité limitée
En droit français, une Société d'exercice libéral unipersonnelle à responsabilité limitée (SELURL)  est une société d’exercice libéral à responsabilité limitée à associé unique (SELARL). Il s'agit d'un statut de société réservée à certaines professions libérales réglementées.

## Principes
La SELURL est une déclinaison de la Société d'exercice libéral (SEL), type de société créé par la Loi n°90-1258 du 31 décembre 1990 dans le but de permettre à certaines professions libérales d'exercer sous forme de sociétés de capitaux.
Lorsque la SEL reprend les principes de l'EURL, on parle alors de SELURL.
La Société d'exercice libéral unipersonnelle à responsabilité limitée présente les principales caractéristiques suivantes :
- Il n'y a qu'un seul associé, au-delà d'un associé on parlera de SELARL
- Le capital social minimum est de 1€
- La responsabilité sociale de l’associé unique est limitée à ses apports dans la société
- La responsabilité professionnelle de l’associé unique est sur l’ensemble de son patrimoine et celui de la société

## Fiscalité
Comme pour l'EURL, l'associé unique de la SELURL a le choix entre impôt sur les sociétés et impôt sur le revenu.